# Taygetis koepckei
Taygetis koepckei är en fjärilsart som beskrevs av Forster 1964. Taygetis koepckei ingår i släktet Taygetis och familjen praktfjärilar. Inga underarter finns listade i Catalogue of Life.